# Váradi Péter

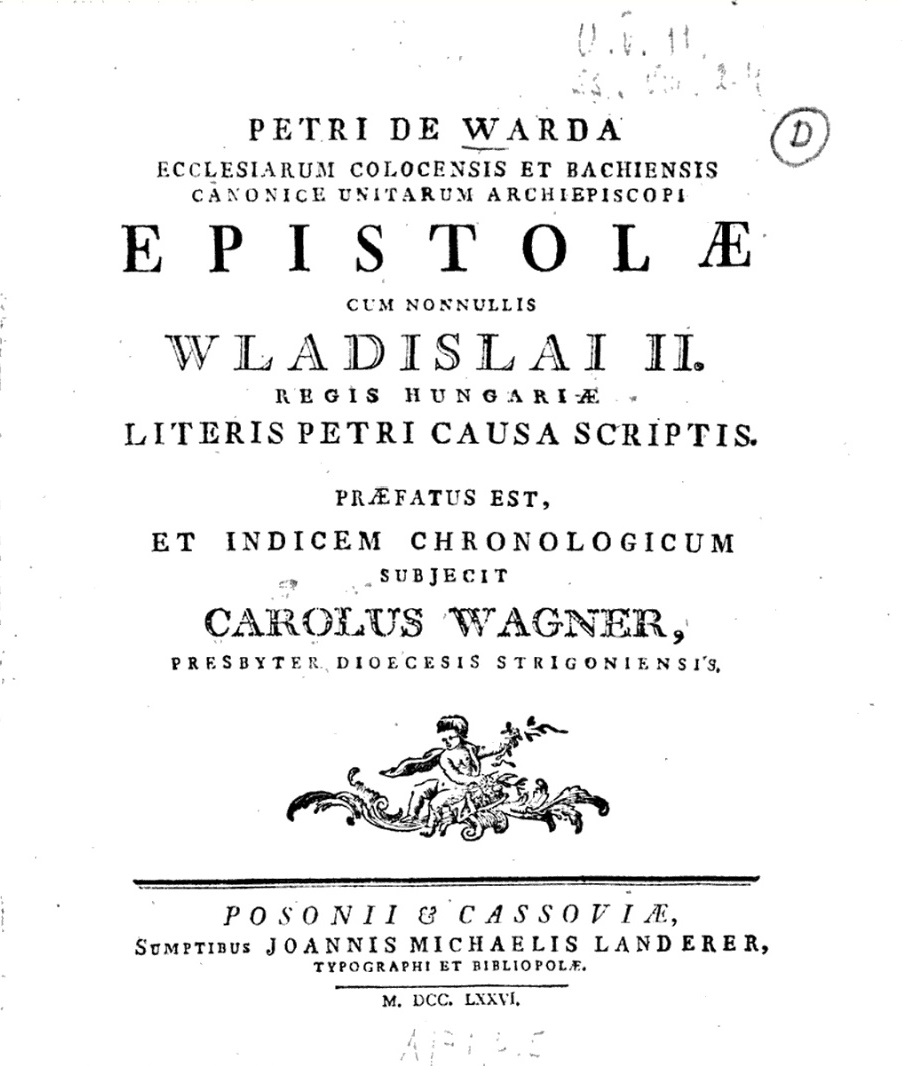
Petri de Warda, ecclesiarum Colocensis et Bachiensis canonice unitarum archiepiscopi epistulae cum nonnullis Wladislai II. regis Hungariae literis Petri causa scriptis (1776)

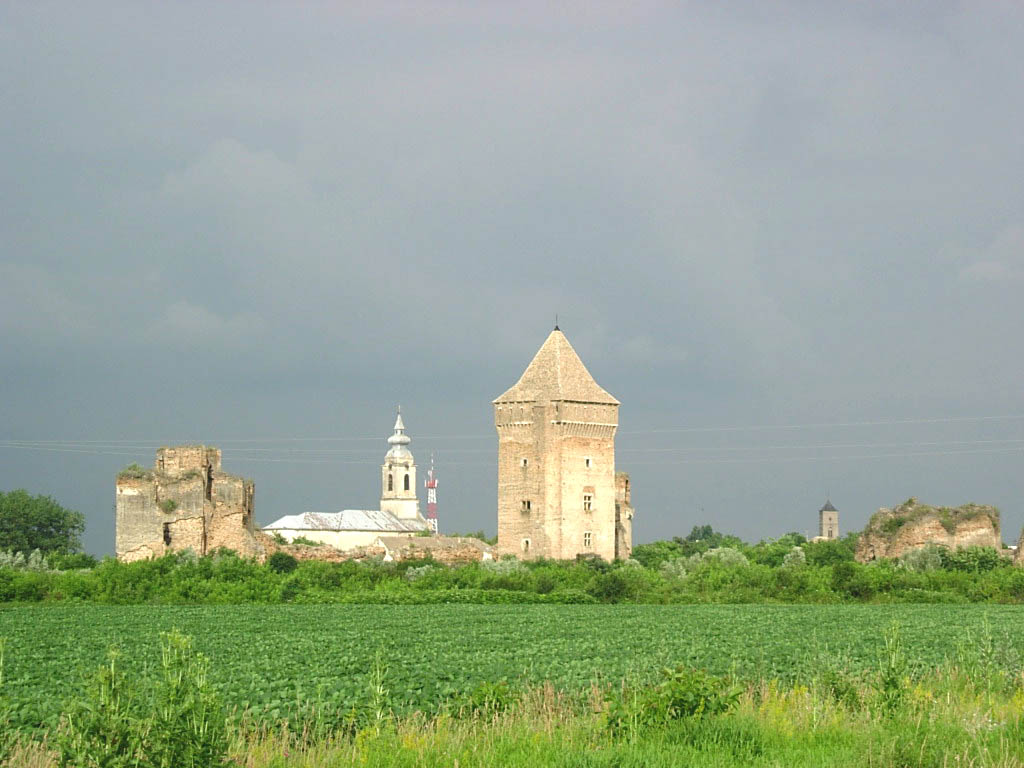
Bács várának mai romjai, háttérben balról a Szent Pál katolikus templom jobbról a ferencesek temploma

Váradi Péter (Adorján) (Várad, ? – 1501), kalocsai érsek, humanista író, elsősorban levelezése miatt tartja számon az irodalomtörténet. Vitéz János és Janus Pannonius mellett, korának egyik legnagyobb humanista egyéniségeként kiterjedt levelezést folytatott királyokkal, tudósokkal, pápákkal, bíborosokkal, püspökökkel és az országos tisztségeket betöltő főurakkal.

## Élete
Valószínűleg Váradon született, vagy legalábbis itt töltötte gyermekkorát; korán árvaságra jutva Vitéz János gondoskodása folytán a legjobb nevelésben részesült. 
1465-ben, amikor Vitéz a váradi püspökséget a prímási székkel cserélte föl, Váradi Péter is követte őt Esztergomba, ahol kanonok lett. Később Bolognába ment tanulni, majd visszatérve I. Mátyás udvarában királyi titkárrá nevezteték ki. 1476-ban a királyi kegy az erdélyi káptalan prépostságához, majd a szentjobbi és földvári apátságokhoz juttatta. 1478-ban a király első titkára, a Cseh Királyság pecsétjének őre, 1479-ben titkos kancellár és 1480-ban kalocsai érsek lett. 
1479-ben a nyarat Mátyás király mellett a török ellen viselt hadjáratban töltötte; a béke megkötése után is Mátyás közelében élt mint legbizalmasabb embere. A nagy király udvarában otthonos humanisták közt is előkelő helyet foglalt el. Mátyás őt bízta meg Janus Pannonius verseinek összegyűjtésével. A király mind több vagyonnal jutalmazta őt meg. Buda várában házat ajándékozott neki; péterváradi apáttá és királyi helytartóvá tette; Rómában pedig lépéseket tett bíborossá történő kineveztetése érdekében. 
A szerencse azonban elbizakodottá tette. A királlyal szemben követelő, fennhéjázó eljárást kezdett követni, sőt ha a király nem akarta elhatározásait követni, fenyegető nyilatkozatokra ragadtatta magát. A király e viselkedésért 1484-ben fogságba vetette s az árvai várba vitette. 1489-ben átkerült a visegrádi várba. Mátyás király halála után Corvin János szabadon bocsátotta, s visszatért érsekségébe. Politikával ezután nem foglalkozott.
Pénzügyi gondjait, jövedelmeit rendezte és Bács várának felújításába kezdett. A bácsi várat lakájos humanista központtá alakította. Érzékelve a török veszélyt azonnal hozzálátott a lovagvár védőrendszerének felújításához, többek között úgy, hogy a sáncrendszerbe vezettette a Duna vizét. Mint Bács megye örökös főispánja 1490. december 11-én kelt levelében – a török támadás veszélyére hivatkozva – elrendeli, hogy Nándorfehérvár és Szabács ellátására Bács megyében minden (jobbágy)ház egy köböl lisztet, minden húsz ház pedig együtt egy füstölt disznót (fejével és lábaival együtt) adjon erre a célra. II. Ulászló is állandó jóindulatával tüntette ki, kikérte tanácsait és heteket töltött házánál. Részt vett 1492-ben Mátyás király egykori zsoldos seregének (fekete sereg) szétverésében, ami állítólag Halas mellett volt.
Halála 1501-ben következhetett be, mert az érseki szék azon év júniusában már üresedésben volt.

## Műve
- Petri de Varda (Adorian) Epistole (ab anno 1490-1498) cum nonnullis Wladislai II. Regis Hung. Literis Petri causa scriptis. Praefatus est et Indicem chronologicum subjecit Carolus Wagner. Posonii et Cassoviae, 1776 (A pápához és a királyhoz, bíbornokok és főpapokhoz, hazai és külföldi főurakhoz, hívei és tisztviselőihez intézett 127 levél; melyek érdekes világot vetnek az egész ország, de legkivált a kalocsai érseki megye akkori állapotára. Wagner a Székely Sámuel XVIII. századi jeles gyűjtő másolatát használta; az eredeti egykorú példány holléte felől nincs tudomásunk.) A humanizmus hagyományainak megfelelően latin nyelvű munka.[3]